# 5. Gardearmee (Rote Armee)
Die 5. Gardearmee (russisch 5-я Гвардейская армия) war ein Großverband der Roten Armee, der im Zweiten Weltkrieg 1943 und 1944 am mittleren Abschnitt der Ostfront und bei Kriegsende 1945 in Polen und der Tschechoslowakei eingesetzt wurde.

## Geschichte

### Aufstellung und Zusammensetzung
Am 5. Mai 1943 wurde die 66. Armee, welche sich in der Schlacht um Stalingrad ausgezeichnet hatte, gemäß der Stawka-Richtlinie vom 16. April 1943 in 5. Gardearmee umbenannt und umfasste folgende Großverbände:
- 32. Garde-Schützenkorps, Generalmajor Alexander Iljitsch Rodimzew mit 13. und 66. Garde-Schützen – sowie 6. Garde-Luftlande-Division
- 33. Garde-Schützenkorps, Generalmajor Josif Iwanowitsch Popow mit 95. und 97. Garde-Schützen – und 9. Garde-Luftlande-Division
- 42. Garde-Schützendivision, Generalmajor Fjodor Alexandrowitsch Bobrow (der Armee direkt unterstellt)
- 29. Flugabwehr-Artillerie-Division, Oberstleutnant M. A. Wjalow
- 10. Panzerkorps, Generalmajor Wassili Gerasimowitsch Burkow mit 178., 183. und 186. Panzerbrigade sowie 1. motorisierte Schützen-Brigade

### 1943
Während der Schlacht von Kursk bildete die Steppenfront die strategische Reserve für die Abwehr der deutschen Angriffe. Am 6. Juli 1943 rückte die 5. Gardearmee aus den Reservepositionen an die vordere Front heran. Am 8. Juli wurde die Armee der Woronesch-Front zugeteilt. In der Nacht des 10. Juli traf zuerst das 33. Garde-Schützenkorps am Schlachtfeld ein. Am Abend des 11. Juli nahm das 32. Garde-Schützenkorps seine Stellungen am Psel bei Obojan, Weseljiy und Semjonowka ein. Am Morgen des 11. Juli wurde der Anmarsch des deutschen II. SS-Panzerkorps von der 95. Garde-Schützendivision und der 9. Garde-Luftlande-Division nach Prochorowka registriert. Am 12. Juli kämpften die Armeetruppen zusammen mit der 5. Garde-Panzerarmee (Pawel Rotmistrow) beim sowjetischen Gegenangriff im Abschnitt der Woronesch-Front in der Schlacht von Prochorowka.
Anfang August unterstützte die Armee in der Belgorod-Bogoduchower Operation den Durchbruch der 6. Gardearmee in Richtung auf Bogoduchow. In der Nacht zum 3. August rückte die Armee in ihre Angriffsposition vor, innerhalb von drei Stunden waren die deutschen Stellungen durchbrochen. Für die Offensive wurde die Armee auf einer Route eingesetzt, die von Gertsowka über Borissowka östlich von Gostischschewo führte. Ab dem 12. August beteiligte sich die Armee beiderseits der Worskla nach Südwesten vordringend an der Belgorod-Charkower Operation. Am 7. September wurde die Armee wieder Teil von Konjews Steppenfront. Während der Schlacht am Dnjepr trugen die Truppen erheblich zur Rückeroberung von Poltawa am 23. September und von Krementschug 29. September bei. Die Armee überquerte dann den Dnjepr und bildete einen Brückenkopf am rechten Flussufer. Am 20. Oktober wurde die übergeordnete Steppenfront in 2. Ukrainische Front umbenannt.

### 1944
Anfang Januar 1944 kämpfte die 5. Gardearmee in der Kirowograder Operation und im März und April in der Uman-Botosaner Operation, welche beide Teil der großangelegten Dnepr-Karpaten-Operation waren. Anfang Mai 1944 erreichte die 5. Gardearmee die rumänische Grenze am Dnjestr im Raum Dubossary. Am 26. Juni wurde die 5. Gardearmee in die Stawka-Reserve zurückgezogen. Am 13. Juli wurde die Armee nach Galizien verlegt und an die 1. Ukrainische Front übertragen. Mitte Juli konzentrierten sich die Armeetruppen im Raum südlich von Tarnopol und beteiligte sich im engen Zusammenwirken mit der 1. Gardearmee (General Gretschko) im Juli und August an der Lwiw-Sandomierz-Operation. Die Armeetruppen erreichten nach dem San-Übergang bei Przemysl die Weichsel. Die folgenden sechs Monate lag die Armee in schweren Kämpfen mit Teilen der deutschen 4. Panzerarmee, um den Sandomierz-Brückenkopf zu erhalten.

### 1945
Im Januar 1945 brach die 5. Gardearmee nach dem Beginn der Sandomierz-Schlesischen Offensive aus dem Weichsel-Brückenkopf von Baranów Sandomierski vor. Im Februar und März kämpfte die Armee in der Oberschlesischen Operation darum, die deutsche Truppen im Raum Breslau einzuschließen und im Kessel von Oppeln zu zerschlagen.
Armeegliederung Januar 1945
32. Garde-Schützenkorps, Generalleutnant Alexander Rodimzew
- 13. Gardeschützen-Division, Generalmajor Dmitri Scherebin
- 95. Gardeschützen-Division, Generalmajor Andrei Iwanowitsch Olejnikow
- 97. Gardeschützen-Division, Oberst Anton Prokofjewitsch Garan
- 60. Schützen-Division, Generalmajor Wassili Sokolow

33. Garde-Schützenkorps, Generalleutnant Nikita Fedotowitsch Lebedenko
- 9. Fallschirm-Schützen-Division, Oberst Pawel Iwanowitsch Schumejew
- 14. Schützen-Division, Oberst F. A. Taranjuk
- 78. Schützen-Division, Generalmajor Alexander G. Motow

34. Garde-Schützenkorps, Generalmajor Gleb Wladimirowitsch Baklanow
- 15. Garde-Schützen-Division, Generalmajor Pjotr Tschirkow
- 58. Garde-Schützen-Division, Generalmajor Wladimir Wassiljewitsch Rusakow
- 118. Schützen-Division, Generalmajor Michail Suchanow

Im April und Mai 1945 kämpfte die 5. Gardearmee in der Berliner Operation und der Schlacht um Bautzen. Es waren Elemente der 5. Gardearmee, die am 25. April 1945 in Torgau an der Elbe Kontakt mit der 69. US-Infanterie-Division aufnahmen und das Deutsche Reich in zwei Teile teilten. Der erste Kontakt wurde zwischen Patrouillen in der Nähe von Strehla hergestellt, als der US-Oberleutnant Albert Kotzebue mit drei Männern eines Geheimdienst- und Aufklärungszuges in einem Boot die Elbe überquerte. Am Ostufer trafen er auf Oberstleutnant Alexander Gardjew, der das 175. Garde-Schützen-Regiment, als Vorhut der 58. Garde-Schützendivision führte. Am 26. April trafen sich in Torgau südwestlich von Berlin die Kommandeure der 69. Infanteriedivision der 1. US-Armee mit der 58. Garde-Schützendivision (Generalmajor Rusakow) der 5. Gardearmee. Die 5. Gardearmee beteiligte sich Anfang Mai an der Prager Operation. Teile der Armee befreiten am 9. und 10. Mai das KZ-Außenlager Leitmeritz.

### Nachkriegszeit
Im Juni 1946 wurde zunächst nur das Kommando des 33. Garde-Schützenkorps aufgelöst. Am 20. Juli 1946 wurde Generalleutnant Afanassi Beloborodow Befehlshaber der 5. Gardearmee, die am 20. März 1947 aufgelöst wurde. Die 14. mechanisierte Garde-Division wurde Teil der 3. mechanischen Gardearmee.

## Führung
Oberbefehlshaber
- Generalleutnant, seit September 1944 Generaloberst Alexei Semjonowitsch Schadow (April 1943 – 20. Juli 1946)
- Generalleutnant Afanassi Pawlantjewitsch Beloborodow (20. Juli 1946 – 20. März 1947)

Stabschef
- Generalmajor N. I. Ljamin (April 1943 bis zum Ende des Krieges)

Mitglied des Kriegsrats
- Oberst, seit August 1943 Generalmajor A. M. Kriwulin (April 1943 bis zum Ende des Krieges)